# Louis-Nicolas Cabat
Louis-Nicolas Cabat, född den 6 december 1812 i Paris, död där den 13 mars 1893, var en fransk konstnär.
Cabat var lärjunge till Camille Flers, och debuterade 1833. Cabats första dukar påminner om holländskt måleri, senare vann han framgång med landskap, som visar inflytande från John Constable. Cabat var en av de första målare, som slog sig ned i Fontainebleau. Efter 1846 bodde han i Rom och övergick till ett mer klassiskt måleri. Här var han 1879–1885 direktör för franska akademien. Han invaldes i franska konstakademien 1867.